# Železniční trať Štúrovo–Levice
Železniční trať Štúrovo–Levice (v jízdním řádu pro cestující označena číslem 152) je železniční trať na Slovensku, spojující města Štúrovo a Levice.
Trať vede rovinatým územím povodí Hronu, v jižní části po Želiezovce souběžně se silnicí I/76. Dopravně obsluhuje dolní Pohroní a vytváří propojení tratě Bratislava–Štúrovo a Nové Zámky – Zvolen.